# Nacimiento (Chile)
Nacimiento – miasto w Chile, położone w południowej części regionu Biobío nad rzeką Biobío.

## Opis
Miejscowość została założona 25 grudnia 1603 roku. W mieście znajduje się węzeł drogowy Q-340, Q380, Q430 i Q480. Przez miasto przebiega też droga krajowa R156.

## Demografia
Źródło.

## Miasta partnerskie
- Las Lajas (Argentyna)